# Tormenta

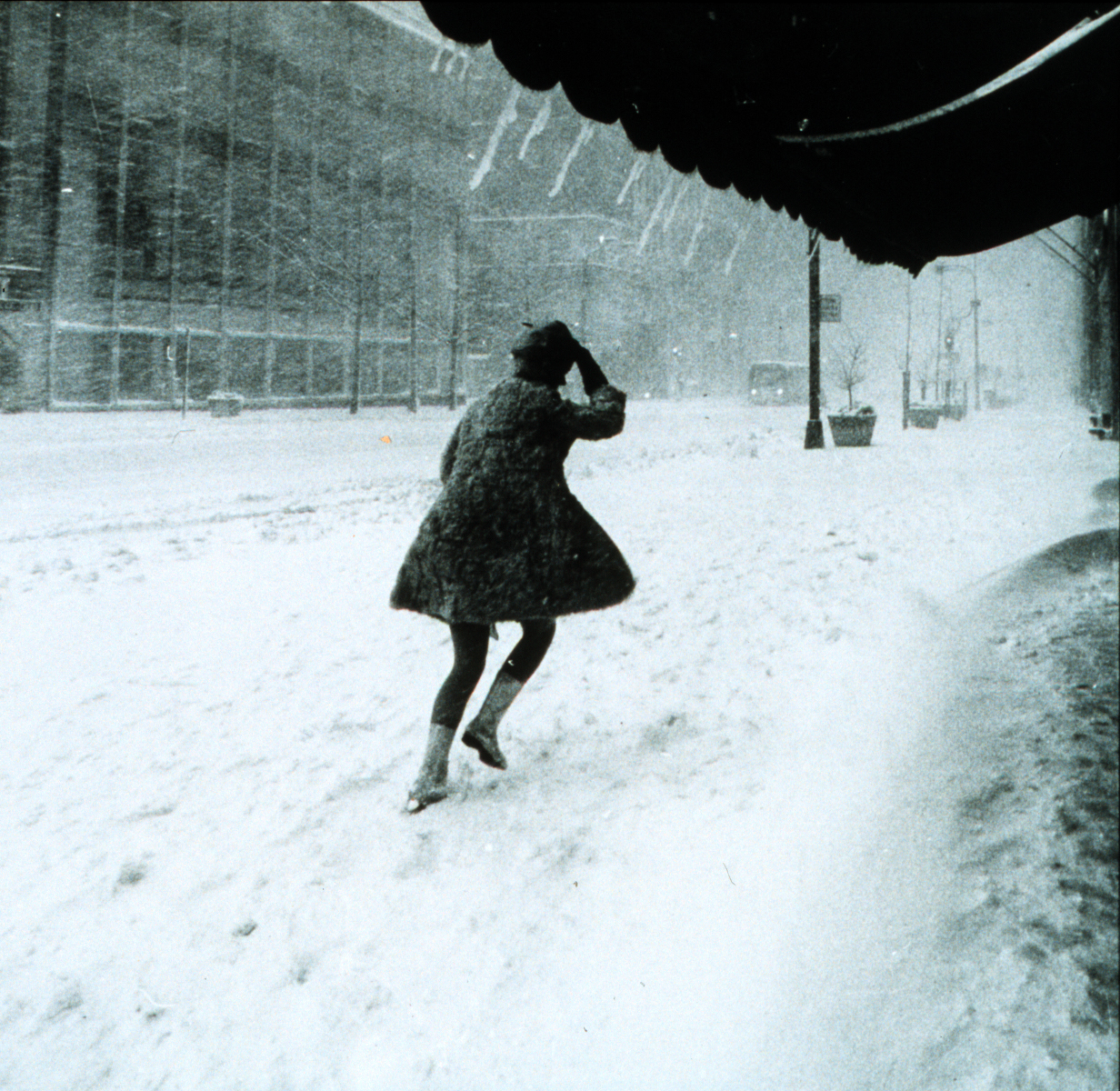
Una tormenta a Manhattan nel 1969

La tormenta  è una tempesta di neve molto violenta accompagnata da forti venti; la più intensa di tutte mai registrata si verificò nel 1972 in Iran, colpendo la zona dell'Ardakan, nel sud del Paese e causando più di 4000 vittime.

## Descrizione
Le nevicate più intense si verificano quando una massa d'aria fredda, preesistente al suolo, si va successivamente a scontrare con una calda-umida, che scorre in quota sopra quella fredda (la quale fa da "cuscino"). 
In Italia, le tormente di neve non sono comuni nelle zone di pianura, tranne che sul versante adriatico, essendo quest'ultimo esposto ai gelidi venti dai Balcani per effetto stau. Discorso diverso per le zone di montagna, dove si può essere colti di sorpresa da tormente di neve in qualsiasi momento.
Gli effetti sono spesso causa di forti disagi alla viabilità e ai trasporti in generale, con rischio di isolamento di alcuni centri abitati remoti, mancanza di energia elettrica e difficoltà negli approvvigionamenti.